# HD 190222
HD 190222，又名CP-66 3473，SAO 254731、HR 7663，是一颗恒星，视星等为6.45，位于銀經329.57，銀緯-32.36，其B1900.0坐标为赤經19h 58m 49.4s，赤緯-66° -32.36′ 26″。